# Campeonato Mundial de Piragüismo en Eslalon de 2015
El XXXVII Campeonato Mundial de Piragüismo en Eslalon se celebró en Londres (Reino Unido) entre el 16 y el 20 de septiembre de 2015 bajo la organización de la Federación Internacional de Piragüismo (ICF) y la Federación Británica de Piragüismo.
Las competiciones se realizaron en el canal de piragüismo en eslalon del Centro de Aguas Bravas Lee Valley, ubicado cerca de la localidad de Waltham Cross, al norte de la capital británica.

## Medallistas

### Masculino
| Evento                 | Oro                                                                                                   | Plata | Bronce |
| ---------------------- | --- | --- | --- |
| K1 individual (20.09)  | Jiří Prskavec · República Checa · 88,99 pts.                                                          | Mateusz Polaczyk · Polonia · 89,43 pts.                                                                    | Michal Smolen Estados Unidos 92,01 pts.                                                                    |
| C1 individual (20.09)  | David Florence Reino Unido 94,32                                                                      | Benjamin Savšek Eslovenia 94,36                                                                            | Ryan Westley Reino Unido 96,33                                                                             |
| C2 individual (19.09)  | Franz Anton · Jan Benzien · Alemania · 101,17                                                         | Pierre Picco Hugo Biso Francia 102,25                                                                      | Gauthier Klauss Matthieu Péché Francia 103,34                                                              |
| K1 por equipos (20.09) | Jiří Prskavec · Vavřinec Hradilek · Ondřej Tunka · República Checa · 104,19                           | Martin Halčin · Andrej Málek · Jakub Grigar · Eslovaquia · 104,38                                          | Richard Hounslow Joseph Clarke Bradley Forbes-Cryans Reino Unido 106,38                                    |
| C1 por equipos (20.09) | Michal Martikán · Alexander Slafkovský · Matej Beňuš · Eslovaquia · 106,12                            | Sideris Tasiadis · Nico Bettge · Franz Anton · Alemania · 110,21                                           | Benjamin Savšek Luka Božič Jure Lenarčič Eslovenia 114,02                                                  |
| C2 por equipos (19.09) | Francia Pierre Picco / Hugo Biso Gauthier Klauss / Matthieu Péché Yves Prigent / Loïc Kervella 115,78 | Alemania · Franz Anton / Jan Benzien · Robert Behling / Thomas Becker · Kai Müller / Kevin Müller · 122,34 | Reino Unido David Florence / Richard Hounslow Mark Proctor / Etienne Stott Adam Burgess / Greg Pitt 123,59 |

### Femenino
| Evento                 | Oro                                                                                   | Plata                                                                          | Bronce                                                                     |
| ---------------------- | ------------------------------------------------------------------------------------- | ------------------------------------------------------------------------------ | -------------------------------------------------------------------------- |
| K1 individual (19.09)  | Kateřina Kudějová · República Checa · 103,62 pts.                                     | Ricarda Funk · Alemania · 105,91 pts.                                          | Melanie Pfeifer · Alemania · 106,33 pts.                                   |
| K1 por equipos (19.09) | Kateřina Kudějová · Veronika Vojtová · Štěpánka Hilgertová · República Checa · 127,33 | Fiona Pennie Kimberley Woods Elizabeth Neave Reino Unido 128,06                | Carole Bouzidi Marie-Zélia Lafont Émilie Fer Francia 129,02                |
| C1 individual (20.09)  | Jessica Fox Australia 113,51                                                          | Kateřina Hošková · República Checa · 118,42                                    | Nuria Vilarrubla · España · 121,55                                         |
| C1 por equipos (20.09) | Jessica Fox Rosalyn Lawrence Alison Borrows Australia 144,04                          | Kateřina Hošková · Monika Jančová · Tereza Fišerová · República Checa · 144,92 | Julia Schmid · Viktoria Wolffhardt · Nadine Weratschnig · Austria · 150,72 |

## Medallero
| Núm. | País            | Oro | Plata | Bronce | Total |
| ---- | --------------- | --- | ----- | ------ | ----- |
| 1    | República Checa | 4   | 2     | 0      | 6     |
| 2    | Australia       | 2   | 0     | 0      | 2     |
| 3    | Alemania        | 1   | 3     | 1      | 5     |
| 4    | Reino Unido     | 1   | 1     | 3      | 5     |
| 5    | Francia         | 1   | 1     | 2      | 4     |
| 6    | Eslovaquia      | 1   | 1     | 0      | 2     |
| 7    | Eslovenia       | 0   | 1     | 1      | 2     |
| 8    | Polonia         | 0   | 1     | 0      | 1     |
| 9    | Austria         | 0   | 0     | 1      | 1     |
| 9    | España          | 0   | 0     | 1      | 1     |
| 9    | Estados Unidos  | 0   | 0     | 1      | 1     |
|      | TOTAL           | 10  | 10    | 10     | 30    |